# Wsiewołod Jakowlew
Wsiewołod Fiedorowicz Jakowlew, ros. Все́волод Фёдорович Я́ковлев (ur. 4 kwietnia?/16 kwietnia 1895 we wsi Okrojewo, w wołotowskim rejonie, obwód nowogrodzki, zm. 2 kwietnia 1974 w Moskwie) – generał porucznik Armii Radzieckiej.

## Życiorys
Od 1915 służył w rosyjskiej armii, w 1916 skończył szkołę podoficerską w Peterhofie.
W 1918 wstąpił do Armii Czerwonej. Brał udział w wojnie domowej w Rosji, w tym w kampanii polskiej 1920.
Od 1922 zastępca dowódcy, a 1923–1931 dowódca pułku strzelców. W 1928 skończył kursy dla wyższych dowódców w Wojskowej Akademii Politycznej, a w 1934 studia w Akademii Wojskowej im. Frunzego w Moskwie. W latach 1931–1932 dowódca i komisarz 37 Dywizji Strzeleckiej. 1935–1937 dowódca i komisarz 1 Turkiestańskiej Dywizji Strzelców Górskich, 1937–1938 dowódca 19 Korpusu Strzeleckiego Leningradzkiego Okręgu Wojskowego. W styczniu 1938 został wyznaczony na stanowisko zastępcy dowódcy Białoruskiego Okręgu Wojskowego, a 8 lutego tego roku został mianowany komandarmem II rangi. Dwa miesiące później został zastępcą dowódcy Samodzielnej Dalekowschodniej Armii, a następnie dowódcą Zabajkalskiego Okręgu Wojskowego. W październiku 1939 objął dowództwo Kalinińskiego Okręgu Wojskowego w Kalininie. 
W czasie wojny zimowej zastępca dowódcy i dowódca 7 Armii. W lipcu 1940 został wyznaczony na stanowisko zastępcy dowódcy, a w styczniu 1941 pierwszego zastępcy dowódcy Kijowskiego Specjalnego Okręgu Wojskowego w Kijowie.

## Odznaczenia
- Order Lenina (dwukrotnie)
- Order Czerwonego Sztandaru (czterokrotnie)

i medale